# Suvlaki
|  | No s'ha de confondre amb Pita giros. |

El suvlaki (grec σουβλάκι [su'vlaki]) és un plat molt popular de la cuina grega, considerat menjar ràpid. Consisteix en petites peces de carn de porc o de pollastre, sovint intercalades amb verdures, rostides en una broqueta metàl·lica o de fusta. Pot estar acompanyat d'un pa de pita, o ser presentat sobre un plat amb patates fregides o arròs bullit. Quan la carn és de xai o de porc, se sol acompanyar amb tzatziki; quan és de pollastre se sol acompanyar amb mostassa.

## Etimologia i ús del terme
La terminologia de la paraula suvlaki és confusa. En algunes regions, així com en alguns restaurants, el nom fa referència a un plat molt similar al xix kebab. En altres zones, principalment Atenes i el sud de Grècia, al sandvitx de giros se li diu 'souvlaki'. La paraula suvlaki és un diminutiu de suvla (broqueta), i deriva del llatí subula.

## Kalamaki
El kalamaki (utilitzat sovint en plural: kalamakia) és un tipus de suvlaki d'Atenes, sense verdures, que conté trossos de carn en forma quadrada de dos a tres centímetres de llarg, marinats la nit d'abans en suc de llimona i oli d'oliva amb altres espècies utilitzades en la cuina grega: orenga, menta, farigola, etc. Després es rosteixen sobre les brases de carbó vegetal mentre s'hi afegeix sal i pebre negre.